# Ursus arctos crowtheri
El oso del Atlas (Ursus arctos crowtheri) es una subespecie extinta de oso pardo, que habitaba en la cordillera del Atlas, desde Túnez a Marruecos. Era el único úrsido presente en tiempos recientes en África, adonde debió llegar desde Oriente Próximo durante el Pleistoceno.
Tenía el mismo proceso migratorio con otros animales en su entorno, como el ciervo de Berbería (Cervus elaphus barbarus), la hiena rayada (Hyaena hyaena), la cabra salvaje de los Alpes (Capra ibex ibex) o la cabra de Nubia (Capra ibex nubiana).

## Historia del oso del Atlas
El oso del Atlas se cita en fuentes romanas como abundante en la cordillera del Atlas, que en esa época estaba cubierta en su mayor parte por bosques de pinos. También se encuentra representado en mosaicos romanos de esa época hallados en la zona y es posible que algunos ejemplares fueran utilizados en los espectáculos del circo romano. La caza y la destrucción de su hábitat natural ya habrían reducido considerablemente el número de estos animales para el siglo XVIII, cuando se describieron científicamente por primera vez. Se sabe que hacia 1830, el rey de Marruecos poseía un oso del Atlas en cautividad, y que otro ejemplar fue regalado poco después al jardín zoológico de Marsella. Este ejemplar sirvió como "tipo" para estudiar la subespecie a partir de 1840 y darle nombre en 1844. El último informe sobre los osos del Atlas data de 1867, indicando su presencia cerca de la Sierra de Edough, en la frontera entre Marruecos y Argelia.

## Características
De acuerdo con descripciones realizadas en los siglos XVIII y XIX, el oso del Atlas tenía un tamaño muy pequeño en comparación con otros osos pardos (menor que el de un oso negro americano), así como un morro más chato y pelaje más oscuro (prácticamente negro) en el dorso y rojizo en las extremidades y costados. El oso del Atlas se considera en ocasiones como una especie aparte (Ursus crowtheri), pero la falta de ejemplares conservados para su estudio impide la comprobación de esta idea.

## Taxonomía
Un estudio de ADN mitocondrial de huesos de osos del Atlas con edades comprendidas entre 10.000 y 800 años antes del presente encontró que los especímenes pertenecían a dos clados distintos, uno, denominado "Clado V", era indistinguible de los osos pardos que se encuentran en la península ibérica. mientras que el otro "Clado VI", era muy distinto de todos los demás osos pardos, tanto de los estrechamente relacionado con el oso polar y los osos pardos de Alaska o los de fuera del grupo que contiene todos los demás linajes mitocondriales de osos pardos. Los osos del Atlas parecen no estar estrechamente relacionados con las poblaciones de osos pardos del Medio Oriente, a pesar de la proximidad geográfica, lo que sugiere que la colonización de África por los osos pardos fue un evento de una antigüedad considerable.

## Causas de su extinción
El oso del Atlas se extinguió poco después de que se desarrollaran las armas de fuego modernas. La caza excesiva contribuyo a su declive definitivo. La presión de los coleccionistas del zoológico selló su destino, ya que los animales se separaron unos de otros y no pudieron reproducirse ni prosperar. El oso del Atlas finalmente se extinguió a fines del siglo XIX; el último registrado muerto por cazadores fue en 1870 en las montañas de Tetuán, en el norte de Marruecos. Definitivamente se puede decir que la actividad humana jugó un papel importante en causar la extinción del oso del Atlas.